# فهد راشد الکواری
فهد راشد الکواری (انگلیسی: Fahad Rashid Al-Kuwari؛ زادهٔ ۲۷ سپتامبر ۱۹۷۲) بازیکن فوتبال اهل قطر بود.
وی همچنین در تیم ملی فوتبال قطر بازی کرده‌است.